# Fernand Leprette
Fernand Leprette (1890-1970) est un écrivain et intellectuel français s'étant illustré dans la vie littéraire et artistique francophone d’Égypte.

## Biographie
Né le 6 janvier 1890 à Saint-Hilaire-lez-Cambrai (Nord), Fernand Leprette connaît une enfance paysanne, avant de rejoindre Lille et Douai pour ses études. Au cours de la Première Guerre mondiale, il combat dans l'infanterie et l'aviation ; il reçoit la croix de la Légion d'honneur au titre militaire pour sa conduite dans ce second corps d'armée. En 1919, il embarque sur le Lotus pour rejoindre Alexandrie, où il est détaché comme professeur de français dans les écoles du gouvernement égyptien. Au cours de la traversée, il fait la connaissance de Morik Brin (de son vrai nom Maurice Rocher), son futur collaborateur et ami. À Alexandrie, il est professeur de français à l'école secondaire de Ras el Tin de 1919 à 1925, année où il rejoint le Caire. Il fonde avec Morik Brin une revue littéraire, les Cahiers de l'Oasis, qui paraît de 1921 à 1923.
En 1929, Fernand Leprette est appelé au ministère de l'Instruction publique en qualité d'Inspecteur de l'enseignement du français. De cette date jusqu'en 1956, année de son retour en France, il mène de front sa carrière dans l'enseignement et sa carrière artistique et intellectuelle. 
Outre les Cahiers de l'Oasis, Leprette participe activement à l'Association des Amis de la Culture Française en Égypte (ACFE) fondée en 1925 et dirigée par Morik Brin, notamment en participant régulièrement au cycle de conférences organisé par l'association. Il anime également la vie intellectuelle égyptienne en écrivant pour des journaux francophones, comme la Semaine égyptienne pour qui il rédige des critiques d'art. Il s'érige ainsi en personnalité incontournable du paysage intellectuel d'Égypte pendant l'entre-deux-guerres, œuvrant tout particulièrement pour le dialogue entre les différentes cultures qui se croisent dans le pays. Ami de nombreux écrivains français venus en Égypte à sa demande (tels Georges Duhamel, André Gide, Jules Romains, Jacques de Lacretelle...), Fernand Leprette s'intéressait également de près aux écrivains égyptiens d'expression française parmi lesquels il comptait de nombreux amis : citons entre autres Georges Henein, Taha Hussein, Tawfiq al-Hakim ou encore Ahmed Rassim.

Le 25 juin 1955, lors de son allocution pour son départ à la retraite, il fait le bilan de ses vingt-six années d'Égypte : 

« Si c'est de mon lointain village du Nord que j'ai reçu ma nourriture première, c'est l’Égypte qui a fait éclater les limites de l'homme jeune que j'étais alors — celles du cœur comme celles de l'esprit —, c'est par l’Égypte que j'ai été mis en communication avec la Méditerranée, toute d'intelligence et si humaine, avec un Moyen-Orient qui restera pour moi la terre divine par excellence, avec la mystérieuse et si attachante Afrique qui monte au jour, avec ces terres d'escale qui jalonnent la planète jusqu'à l'Orient-extrême de leurs philosophies et de leurs sagesses. De l’Égypte, en définitive, je tiens mon accomplissement. »

 Fernand Leprette meurt en 1970 à Boulogne-Billancourt où il s'était installé à son retour en France. Son fils, Jacques Leprette, fut un diplomate français.
Depuis 1999, il existe à la Bibliothèque Sainte-Geneviève (Paris) un « fonds Leprette » regroupant l'ensemble des documents réunis par l'intellectuel tout au long de sa vie.

## Œuvres
Poésie
- Les Voix de l'ombre, Paris, éd. Figuière, 1916.
- Triptyque, Alexandrie, éd. Revue Grammata, 1920.
- Chansons de Béhéra, Le Caire (avec illustrations de Roger Brévak et de J. Constantinovsky, aquarelles originales de Charles Boeglin) comprenant : Dans un village du Nord, Fusées nocturnes, Chansons de Béhéra.

Essais et articles
- Jules Leroux : l'homme, le poète, le romancier, Éditions Les Humbles, Paris, 1922.
- Lucien Marié, écrivain, dans Anthologie des Écrivains morts à la guerre, Paris, Éditions Malfère, 1925.
- Mansour de François Bonjean, revue Europe, 15 mars 1925, p. 368.
- Salavin ou l'homme qui veut devenir un saint, Le Caire, Éditions Les Amis de la Culture Française en Égypte, 1932.
- Égypte, terre du Nil, Paris, Éditions Plon, 1939.
- La Muraille de Silence (Notes d'un Français d’Égypte pendant la guerre de septembre 1939 – juillet 1941) suivi de Utopie de l'Ancien soldat, Le Caire, édition Horus, 1942.
- La Rose Rouge, cahier pour une amie morte, avec illustrations de Constantinowski, Genève, Éditions Studer, 1952, 145 p.
- Les Fauconnières ou le domaine aux quatre ezbehs : chronique d’Égypte, Paris, Mercure de France, 1960, 284 p.

Romans et récits
- Le Mauvais Infirmier, récit du temps de guerre, Le Caire, Éditions Horus, 1941.
- La Huppe fantasque, Le Caire, Éditions Horus, 1944.
- Le feu solitaire, Zamalek, Éditions de Zamalek, 1947, 18 p.

Revues
- Les Cahiers de l'Oasis, rédigés par F. Leprette et Maurice Rocher (Morik Brin) à Alexandrie de 1921 à 1923.